# Der Sportpenner
Der Sportpenner ist eine deutsche Tragikomödie, die im Jahr 2019 erschien und in der französischen Stadt Biarritz spielt. Regie führte der Filmemacher Florian Mortan, der auch das Drehbuch schrieb. Der Film befasst sich mit dem Schicksal des Obdachlosen Charlie Meinhart, der es schafft, andere Obdachlose zu überzeugen, Sport zu treiben. Der Film wurde in Partnerschaft mit dem Schuhartikelhersteller Reebok produziert. Im Rahmen des Films wurde die Aktion „Sport für Obdachlose“ ins Leben gerufen, bei der über 1200 Turnschuhe an Obdachloseneinrichtungen in Köln und Berlin übergeben worden sind.

## Handlung
Charlie Meinhart (Oliver Korittke) landet bei seiner alkoholgeschwängerten Suche nach Glück von der Börse auf einer Bank in einem Berliner Park. Des obdachlosen Lebens in Deutschland überdrüssig, macht er sich auf den Weg nach Biarritz im Südwesten Frankreichs am Atlantik. Durch dieses paradiesische und vor allem sportaffine Fleckchen Erde, fängt er plötzlich selbst an, Sport zu treiben. Mit anderen Obdachlosen im Schlepptau wird er zum Sportpenner.

## Produktion
„Der Sportpenner“ erschien am 8. November 2019 auf Blu-ray Disc und DVD im Vertrieb von Studio Hamburg.
„Der Sportpenner“ ist das Regiedebüt des Sportwissenschaftlers Florian Mortan. Der Film wurde innerhalb von 16 Tagen abgedreht. Außer Florian Mortan waren drei weitere Mitglieder seiner Familie an dem Film beteiligt: Dagmara Mortan produzierte den Film. Olaf und Sebastian Mortan spielten die Figuren „Picard“ und „Levite, der Schnelle“.